# Cangzhou
Cangzhou (沧州 ; pinyin : Cāngzhōu) est une ville de la province du Hebei en Chine. Elle comptait environ 488 600 habitants en 2004 dans le centre urbain, et 6 800 000 habitants en total dans les environs.

## Climat
Les températures moyennes de Cangzhou vont de −3 °C pour le mois le plus froid à +26,8 °C pour le mois le plus chaud, avec une moyenne annuelle de +13,1 °C (chiffres arrêtés en 1990), et la pluviométrie y est de 603,5 mm (chiffres arrêtés en 1983).

## Culture et religions
Cangzhou faisait partie d'un vicariat apostolique administré par les jésuites français, fondé en 1856, élevé en diocèse en 1946. Il y avait 88 églises catholiques en 1949 (diocèse de Sienhsien). La nouvelle cathédrale du Sacré-Cœur a été consacrée en 2003.

## Économie
En 2005, le PIB total a été de 113,1 milliards de yuans, et le PIB par habitant de 16 535 yuans.

## Subdivisions administratives
La ville-préfecture de Cangzhou exerce sa juridiction sur seize subdivisions - deux districts, quatre villes-districts, neuf xian et un xian autonome :
- le district de Yunhe - 运河区 Yùnhé Qū ;
- le district de Xinhua - 新华区 Xīnhuá Qū ;
- la ville de Botou - 泊头市 Bótóu Shì ;
- la ville de Renqiu - 任丘市 Rénqiū Shì ;
- la ville de Huanghua - 黄骅市 Huánghuá Shì ;
- la ville de Hejian - 河间市 Héjiān Shì ;
- le xian de Cang - 沧县 Cāng Xiàn ;
- le xian de Qing - 青县 Qīng Xiàn ;
- le xian de Dongguang - 东光县 Dōngguāng Xiàn ;
- le xian de Haixing - 海兴县 Hǎixīng Xiàn ;
- le xian de Yanshan - 盐山县 Yánshān Xiàn ;
- le xian de Suning - 肃宁县 Sùníng Xiàn ;
- le xian de Nanpi - 南皮县 Nánpí Xiàn ;
- le xian de Wuqiao - 吴桥县 Wúqiáo Xiàn ;
- le xian de Xian - 献县 Xìàn Xiàn ;
- le xian autonome hui de Mengcun - 孟村回族自治县 Mèngcūn huízú Zìzhìxiàn.